# Hans-Georg Neumann
Hans-Georg Neumann (* 14. September 1936 in Berlin; † 24. Mai 2022) war der in Deutschland am längsten inhaftiert gewesene Strafgefangene. Er war wegen Mordes ab 1962 rund 59 Jahre in Haft. Im März 2021 wurde seine Freilassung auf Bewährung angeordnet.

## Leben

### Vorgeschichte
Neumann kam als Sohn einer Prostituierten zur Welt und wuchs im städtischen Waisenhaus in Berlin-Kreuzberg sowie bei einer Pflegefamilie auf. Am 29. Dezember 1951 wurde er wegen verschiedener Diebstähle vom Jugendrichter in den Jugendhof Schlachtensee eingewiesen. Im Entlassungsbericht wurde der Junge ein Jahr später als „ruhig und nett, aufgeschlossen und liebesbedürftig“ bezeichnet. Nach dem Tode seiner Pflegemutter im Jahr 1953 fand er Anschluss in der Familie eines Handwerksmeisters, bei dem er eine Lehre zum Feinmechaniker machte. Im Jahr 1956 schiffte er sich nach Kanada ein, wurde aber 1961 nach einer Verurteilung wegen bewaffneter Banküberfälle nach Deutschland abgeschoben.

### Tat
Am 13. Januar 1962 entführte Neumann in Berlin ein in einem geparkten Auto sitzendes Liebespaar und erschoss beide, nachdem die Frau auf Neumann eingeschlagen hatte. Tatwaffe war ein Revolver der Marke Smith & Wesson, Kaliber .38 Special, den er damals ständig bei sich führte.
Er wurde wenige Tage später verhaftet und kam am 20. Januar 1962 in das Untersuchungsgefängnis Moabit. Der Mann hatte schwer verletzt überlebt und konnte Neumann identifizieren, starb aber kurz darauf.

### Verurteilung und Vollstreckung
Für den Doppelmord wurde Neumann am 30. Mai 1963 zu lebenslanger Freiheitsstrafe verurteilt. Der Prozess erregte bundesweites Aufsehen. Der Maler Gerhard Richter basierte eines seiner Gemälde auf Fotos des Prozesses.
Neumann verbüßte seine Strafe zunächst in der JVA Berlin-Tegel, ab 1991 in der JVA Bruchsal. In Tegel fiel er immer wieder durch Cannabis-Konsum auf und verbrachte längere Zeit auf einer „Abschirmstation für Dealer“. In Bruchsal galt er als ruhiger Gefangener; eine erste Ausführung fand im Jahre 1993 statt.
Das Bundesverfassungsgericht entschied 1977, dass jeder Inhaftierte grundsätzlich die Chance haben muss, seine Freiheit wiederzubekommen, ansonsten sei der Strafvollzug nicht menschenwürdig. Im März 1994 befand das Landgericht Karlsruhe, dass selbst die besondere Schwere der Schuld bei Neumann eine weitere Verbüßung nicht mehr gebiete. Anträge auf Aussetzung des Strafrestes zur Bewährung (§ 57a StGB) wurden jedoch seither regelmäßig abgelehnt, weil Sachverständige ihm eine negative Sozialprognose bescheinigten. In einem Gutachten vom 5. Juni 2012 schrieb der Chefarzt des Psychiatrischen Zentrums Nordbaden: „Insgesamt ist festzustellen, dass Herr Neumann nach 50 Jahren Haft genauso bindungslos erscheint wie zu Beginn seiner Haft.“
Am 28. März 2014 bestätigte das Oberlandesgericht Karlsruhe auf die sofortige Beschwerde des damaligen Verteidigers die Entscheidung der Strafvollstreckungskammer am Landgericht Karlsruhe, mit der dessen Antrag auf Reststrafenaussetzung erneut abgelehnt worden war. Gegen diese Entscheidung reichte Neumanns neuer Verteidiger am 28. April 2014 vor dem Bundesverfassungsgericht Verfassungsbeschwerde ein. Diese wurde als unbegründet zurückgewiesen. Ebenso abgelehnt wurden Gnadengesuche. Neumann stellte im Jahr 2016 einen weiteren Antrag auf Strafaussetzung, zog ihn aber wieder zurück.

### Haftdauer
Nach dem Tod des Serienmörders Heinrich Pommerenke im Jahr 2008 wurde Hans-Georg Neumann zum am längsten einsitzenden Strafgefangenen Deutschlands. Letztmals lehnte das Landgericht Karlsruhe im Mai 2020 einen Antrag auf Strafaussetzung ab. Nach einer Beschwerde ordnete das Oberlandesgericht Karlsruhe im März 2021 an, seine restliche Freiheitsstrafe zur Bewährung auszusetzen und Neumann „zu einem bestimmten zukünftigen Zeitpunkt“ zu entlassen. Mit sofortiger Wirkung wurden vollzugslockernde Maßnahmen angeordnet, um ihn auf das Leben in Freiheit vorzubereiten. Der genaue Zeitpunkt seiner Entlassung ist nicht bekannt.
Neumann starb am 24. Mai 2022 im Alter von 85 Jahren in Freiheit.